# Ala II Gallorum (Cappadocia)
Die Ala II Gallorum (deutsch 2. Ala der Gallier) war eine römische Auxiliareinheit. Sie ist durch Inschriften und Arrians Werk Ἔκταξις κατὰ Ἀλάνοον belegt. Von Arrian wird sie als Ala Galactica bezeichnet.

## Namensbestandteile
- Gallorum: der Gallier. Die Soldaten der Ala wurden bei Aufstellung der Einheit aus den verschiedenen Stämmen der Gallier rekrutiert.

Da es keine Hinweise auf den Namenszusatz milliaria (1000 Mann) gibt, war die Einheit eine Ala quingenaria. Die Sollstärke der Ala lag bei 480 Mann, bestehend aus 16 Turmae mit jeweils 30 Reitern.

## Geschichte
Die Ala wurde möglicherweise bereits während der Regierungszeit von Augustus aufgestellt. Sie war im frühen 1. Jhd. n. Chr. in Hispania stationiert und wurde zu einem unbestimmten Zeitpunkt in die Provinz Cappadocia verlegt.
In Cappadocia ist die Einheit erstmals durch eine Inschrift nachgewiesen, die auf ca. 110 datiert ist. Sie war dann Teil der Streitkräfte, die Arrian für seinen Feldzug gegen die Alanen (Ἔκταξις κατὰ Ἀλάνοον) um 135 mobilisierte. Arrian erwähnt in seinem Bericht eine Einheit, die er als εἴλη ἡ Γαλατική bezeichnet.
Letztmals erwähnt wird die Einheit in der Notitia dignitatum mit der Bezeichnung Ala secunda Gallorum für den Standort Aeliana. Sie war Teil der Truppen, die dem Oberkommando des Dux Armeniae unterstanden.

## Standorte
Standorte der Ala in Cappadocia waren möglicherweise:
- Aeliana: Die Einheit wird in der Notitia dignitatum für diesen Standort aufgeführt.

## Angehörige der Ala
Folgende Angehörige der Ala sind bekannt:

### Kommandeure
| - Caesellius, ein Präfekt (CIL 3, 55) - Γαιου Φλαβιανος, ein επαρχος (IGRR IV, 964) - [Q(uintus)] Atatinus Modestus, ein Präfekt (CIL 9, 3610) | - Quintus Baienus Blassianus, ein Präfekt (AE 1951, 279); er war auch Präfekt der Cohors II Asturum. - Ti(berius) Claudius Helvius Secundus, ein Präfekt (AE 1925, 44); er war auch Präfekt der Cohors II Bracaraugustanorum und der Cohors I Flavia Civium Romanorum. |

### Sonstige
- Ουεττιος Ακυλας []εινος, ein Reiter (IGRR III, 272)

## Weitere Alae mit der BezeichnungAla II Gallorum
Es gab noch zwei weitere Alae mit dieser Bezeichnung:
- die Ala II Claudia Gallorum. Sie ist durch Militärdiplome von 92 bis 101 belegt und war in den Provinzen Moesia inferior und Cappadocia stationiert.[A 1]
- die Ala II Gallorum et Pannoniorum. Sie ist durch Diplome von 128 bis 165 belegt und war in den Provinzen Syria, Moesia superior, Dacia und Dacia Porolissensis stationiert.